# Dziób Jastrzębia

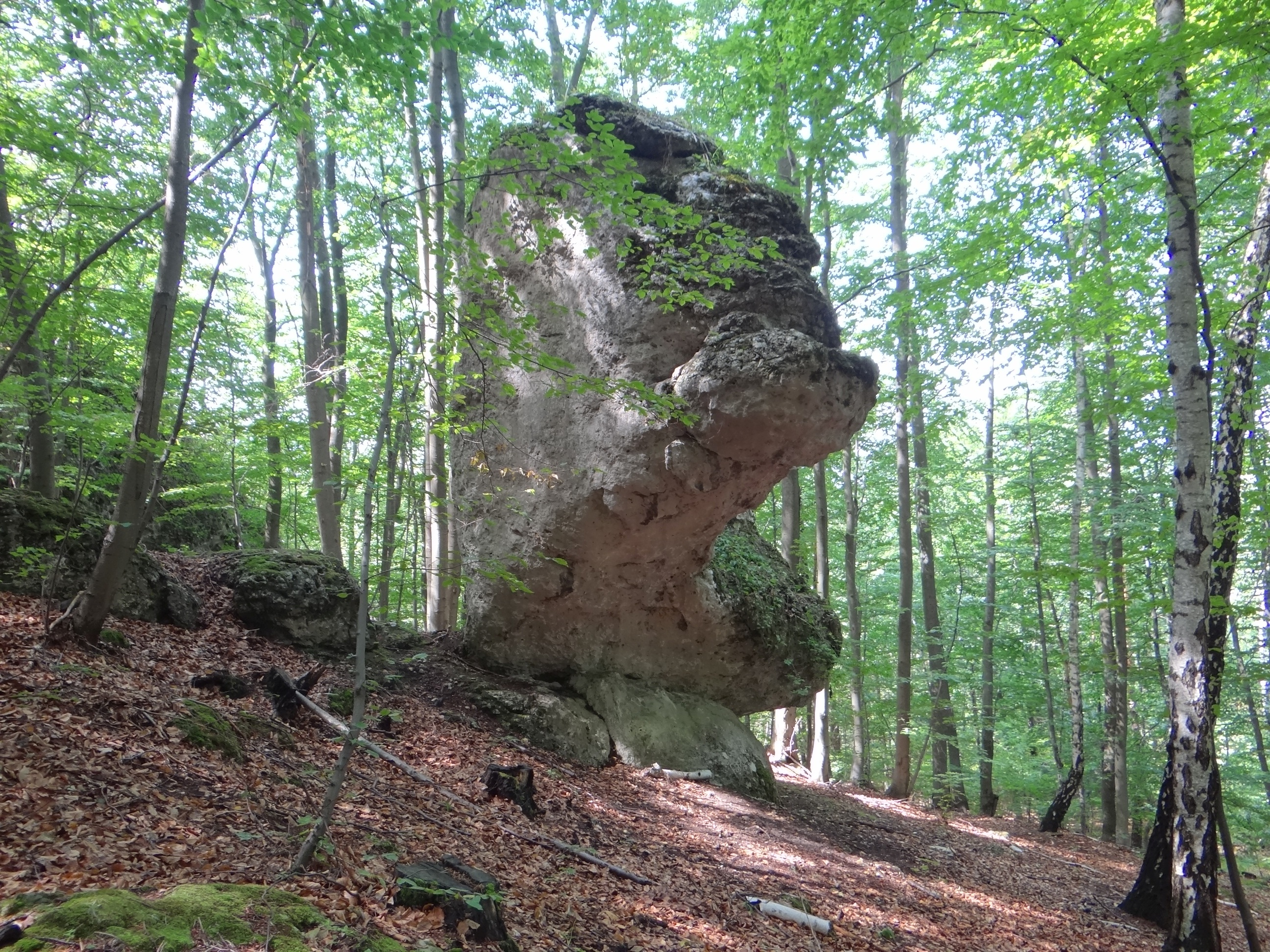

Dziób Jastrzębia – pojedyncza skałka na wzgórzu Łysak na Wyżynie Częstochowskiej. Jest najdalej na zachód wysuniętą skałą wśród kilku skał na tym wzgórzu. Znajduje się w obrębie wsi Kroczyce w województwie śląskim, w powiecie zawierciańskim, w gminie Kroczyce.
Zbudowana z wapienia skała znajduje się w lesie. Zaliczana jest do grupy Skał Kroczyckich. Wiele ze skał Łysaka jest obiektem wspinaczki skalnej, na Dziobie Jastrzębia nie poprowadzono jak dotąd dróg wspinaczkowych, ale skała ta może potencjalnie stanowić obiekt zainteresowania wspinaczy skalnych lub boulderingowców.

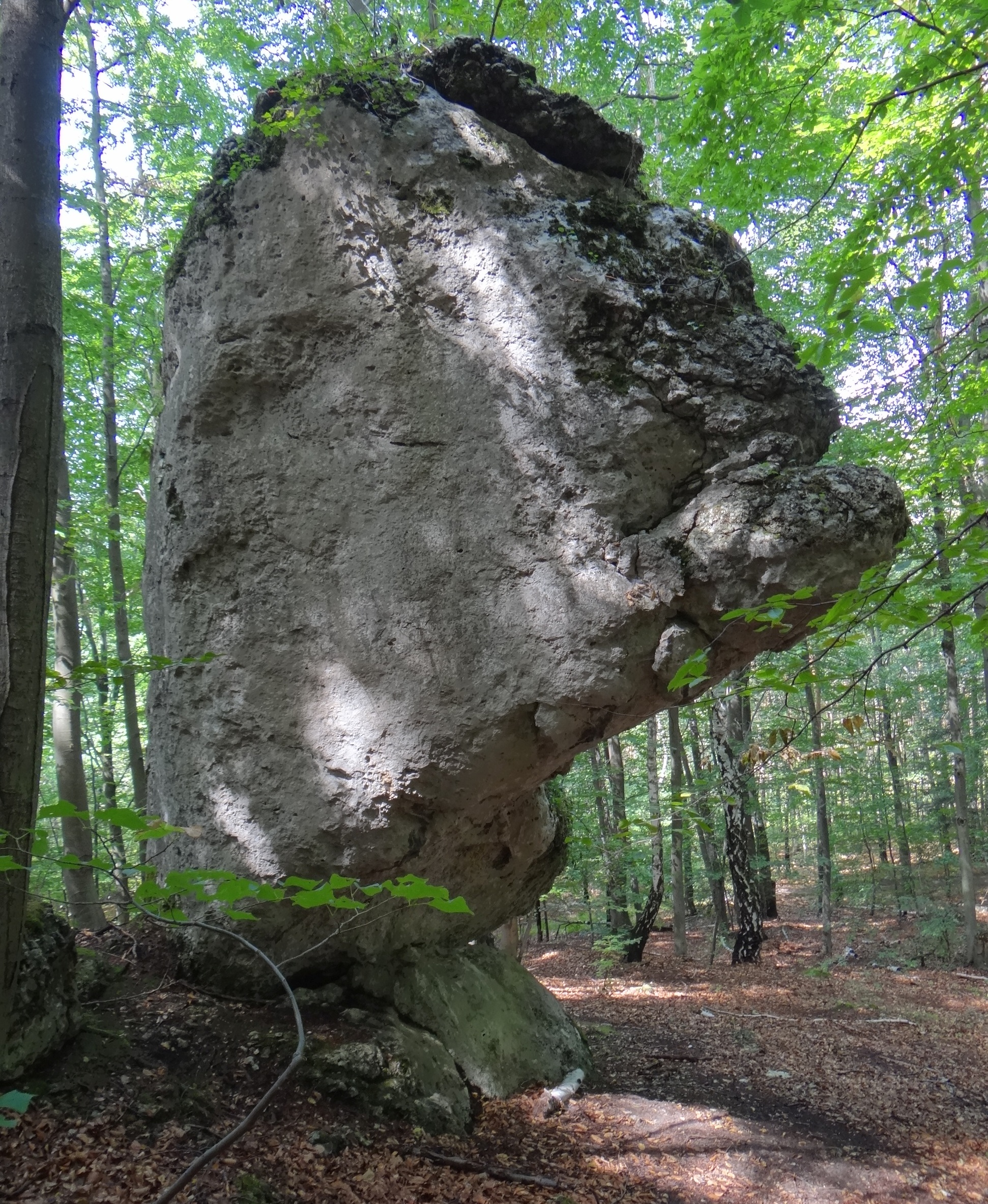